# Fiskerdrengen
Fiskerdrengen er en amerikansk stumfilm fra 1922 af Henry King.

## Medvirkende
- Richard Barthelmess som John Alden
- Louise Huff som Patricia Vane
- Frank Losee som Jim Alden
- Leslie Stowe som Ned
- Tammany Young som Donald Peabody
- George Stewart som Reggie Van Zandt
- Alfred Schmid som Monty Pell